# Labdarúgás a 2015. évi nyári universiadén
A 2015. évi nyári universiadén a labdarúgás összesen 2 versenyszámot rendeztek. A labdarúgás versenyszámait július 2. és 13. között tartották.

## Csoportmérkőzések

### A csoport
| Csapat      | M | Gy | D | V | G+ | G– | Gk | P |
| ----------- | - | -- | - | - | -- | -- | -- | - |
| Dél-Korea   | 3 | 3  | 0 | 0 | 7  | 2  | +5 | 9 |
| Olaszország | 3 | 1  | 1 | 1 | 5  | 3  | +2 | 4 |
| Tajvan      | 3 | 1  | 1 | 1 | 2  | 3  | –1 | 4 |
| Kanada      | 3 | 0  | 0 | 3 | 3  | 9  | –6 | 0 |

| 2015. július 2. 11:00 |

| Dél-Korea             | 3–1   | Tajvan |
| --------------------- | ----- | ------ |
| Jung 11' Park 13' 52' | (2–0) | Wu 65' |

| Yeonggwang Sportium Football Field Játékvezető: Fernando Falce Langone (uruguayi) |

| 2015. július 2. 11:00 |

| Kanada           | 2–5   | Olaszország                                          |
| ---------------- | ----- | ---------------------------------------------------- |
| Visintin 70' 83' | (0–4) | Meccariello 11' 30' Morosini 14' Biasci 26' Dezi 78' |

| Mokpo International Football Center, Mokpo Játékvezető: Heegon Kim (Dél-koreai) |

| 2015. július 5. 16:30 |

| Dél-Korea        | 1–0   | Olaszország |
| ---------------- | ----- | ----------- |
| Jung Woo-jin 60' | (0–0) |             |

| Jeongeup Public Stadium Játékvezető: Santander Aguirre (mexikói) |

| 2015. július 5. 16:30 |

| Tajvan         | 1–0   | Kanada |
| -------------- | ----- | ------ |
| Ko Yu-ting 48' | (0–0) |        |

| Gochang Public Stadium Játékvezető: Qongqu Kulasande (Dél-afrikai) |

| 2015. július 7. 16:30 |

| Dél-Korea                             | 3–1   | Kanada     |
| ------------------------------------- | ----- | ---------- |
| Seo Youngjae 18' Lee Jeongbin 83' 87' | (1–0) | Greedy 58' |

| Yeonggwang Sportium Football Field Játékvezető: Yaroslav Kozyk (ukrán) |

| 2015. július 7. 16:30 |

| Olaszország | 0–0 | Tajvan |
| ----------- | --- | ------ |
|             |     |        |

| Mokpo International Football Center, Mokpo Játékvezető: Bijan Heidari (iráni) |

### B csoport
| Csapat                  | M | Gy | D | V | G+ | G– | Gk | P |
| ----------------------- | - | -- | - | - | -- | -- | -- | - |
| Franciaország           | 1 | 1  | 0 | 0 | 3  | 1  | +2 | 3 |
| Ukrajna                 | 1 | 1  | 0 | 0 | 1  | 0  | +1 | 3 |
| Mexikó                  | 1 | 0  | 0 | 1 | 0  | 1  | –1 | 0 |
| Dél-afrikai Köztársaság | 1 | 0  | 0 | 1 | 1  | 3  | –2 | 0 |

| 2015. július 2. 16:30 |

| Franciaország                       | 3–1   | Dél-afrikai Köztársaság |
| ----------------------------------- | ----- | ----------------------- |
| Sanson 18' Oliveri 46' Matumona 72' | (1–1) | Stowman 6'              |

| Yeonggwang Sportium Football Field |

| 2015. július 2. 16:30 |

| Ukrajna           | 1–0   | Mexikó |
| ----------------- | ----- | ------ |
| Anton Kotliar 85' | (0–0) |        |

| Mokpo International Football Center |

| 2015. július 5. 11:00 |

| Mexikó | – | Franciaország |
| ------ | - | ------------- |
|        |   |               |

| Jeongeup Public Stadium |

| 2015. július 5. 11:00 |

| Dél-afrikai Köztársaság | – | Ukrajna |
| ----------------------- | - | ------- |
|                         |   |         |

| Gochang Public Stadium |

| 2015. július 7. 11:00 |

| Franciaország | – | Ukrajna |
| ------------- | - | ------- |
|               |   |         |

| Yeonggwang Sportium Football Field |

| 2015. július 7. 11:00 |

| Mexikó | – | Dél-afrikai Köztársaság |
| ------ | - | ----------------------- |
|        |   |                         |

| Mokpo International Football Center, Mokpo |

### C csoport
| Csapat   | M | Gy | D | V | G+ | G– | Gk | P |
| -------- | - | -- | - | - | -- | -- | -- | - |
| Japán    | 1 | 1  | 0 | 0 | 2  | 1  | +1 | 3 |
| Brazília | 1 | 1  | 0 | 0 | 2  | 1  | +1 | 3 |
| Malajzia | 1 | 0  | 0 | 1 | 1  | 2  | –1 | 0 |
| Irán     | 1 | 0  | 0 | 1 | 1  | 2  | –1 | 0 |

| 2015. július 2. 16:30 |

| Japán                  | 2–1   | Irán       |
| ---------------------- | ----- | ---------- |
| Izumi 68' Sawakami 81' | (0–0) | Fatemi 46' |

| Jeongeup Public Stadium |

| 2015. július 2. 16:30 |

| Malajzia    | 1–2   | Brazília                            |
| ----------- | ----- | ----------------------------------- |
| Ibrahim 77' | (0–2) | Lustosa Nascimento 22' Da Silva 35' |

| Gochang Public Stadium |

| 2015. július 5. 11:00 |

| Brazília | – | Japán |
| -------- | - | ----- |
|          |   |       |

| Jeonggwang Sportium Football Field |

| 2015. július 5. 11:00 |

| Irán | – | Malajzia |
| ---- | - | -------- |
|      |   |          |

| Mokpo International Football Centre, Mokpo |

| 2015. július 7. 11:00 |

| Japán | – | Malajzia |
| ----- | - | -------- |
|       |   |          |

| Jeongeup Public Stadium |

| 2015. július 7. 11:00 |

| Brazília | – | Irán |
| -------- | - | ---- |
|          |   |      |

| Gochang Public Stadium |

### D csoport
| Csapat      | M | Gy | D | V | G+ | G– | Gk | P |
| ----------- | - | -- | - | - | -- | -- | -- | - |
| Oroszország | 1 | 1  | 0 | 0 | 3  | 2  | +1 | 3 |
| Írország    | 1 | 0  | 1 | 0 | 0  | 0  | 0  | 1 |
| Uruguay     | 1 | 0  | 1 | 0 | 0  | 0  | 0  | 1 |
| Kína        | 1 | 0  | 0 | 1 | 2  | 3  | –1 | 0 |

| 2015. július 2. 11:00 |

| Oroszország                                 | 3–2   | Kína        |
| ------------------------------------------- | ----- | ----------- |
| Ianushkovskii 18' Karasev 50' Saramutin 61' | (1–1) | Han 28' 47' |

| Jeongeup Public Stadium Játékvezető: Luis Enrique Santander Aguirre (mexikói) |

| 2015. július 2. 11:00 |

| Írország | 0–0 | Uruguay |
| -------- | --- | ------- |
|          |     |         |

| Gochang Public Stadium Játékvezető: Bijan Heidari (iráni) |

| 2015. július 5. 16:30 |

| Uruguay | – | Oroszország |
| ------- | - | ----------- |
|         |   |             |

| Jeonggwang Sportium Football Field |

| 2015. július 5. 16:30 |

| Kína | – | Írország |
| ---- | - | -------- |
|      |   |          |

| Mokpo International Football Centre, Mokpo |

| 2015. július 7. 16:30 |

| Oroszország | – | Írország |
| ----------- | - | -------- |
|             |   |          |

| Jeongeup Public Stadium |

| 2015. július 7. 16:30 |

| Uruguay | – | Kína |
| ------- | - | ---- |
|         |   |      |

| Gochang Public Stadium |

## Helyezésosztó kör

### Negyeddöntők

#### 9-16. hely
| 2015. július 9. 11:00 |

| A3 | – | D4 |
| -- | - | -- |
|    |   |    |

| Yeonggwang Sportium Football Field |

---
| 2015. július 9. 11:00 |

| D3 | – | A4 |
| -- | - | -- |
|    |   |    |

| Mokpo International Football Centre, Mokpo |

---
| 2015. július 9. 11:00 |

| B3 | – | C4 |
| -- | - | -- |
|    |   |    |

| Jeongeup Public Stadium |

---
| 2015. július 9. 11:00 |

| C3 | – | B4 |
| -- | - | -- |
|    |   |    |

| Gochang Public Stadium |

#### 13-16. hely
| 2015. július 11. 11:00 |

| 28. mérkőzés vesztese | – | 26. mérkőzés vesztese |
| --------------------- | - | --------------------- |
|                       |   |                       |

| Gochang Public Stadium |

---
| 2015. július 11. 16:30 |

| 25. mérkőzés vesztese | – | 27. mérkőzés vesztese |
| --------------------- | - | --------------------- |
|                       |   |                       |

| Gochang Public Stadium |

#### 9-12. hely
| 2015. július 11. 11:00 |

| 28. mérkőzés győztese | – | 26. mérkőzés győztese |
| --------------------- | - | --------------------- |
|                       |   |                       |

| Jeongeup Public Stadium |

---
| 2015. július 11. 16:30 |

| 25. mérkőzés győztese | – | 27. mérkőzés győztese |
| --------------------- | - | --------------------- |
|                       |   |                       |

| Jeongeup Public Stadium |

## Egyenes kieséses szakasz

### Negyeddöntők
| 2015. július 9. 16:30 |

| B1 | – | C2 |
| -- | - | -- |
|    |   |    |

| Yeonggwang Sportium Football Field |

---
| 2015. július 9. 16:30 |

| C1 | – | B2 |
| -- | - | -- |
|    |   |    |

| Mokpo International Football Center, Mokpo |

---
| 2015. július 9. 16:30 |

| A1 | – | D2 |
| -- | - | -- |
|    |   |    |

| Jeongeup Public Stadium |

---
| 2015. július 9. 16:30 |

| D1 | – | A2 |
| -- | - | -- |
|    |   |    |

| Gochang Public Stadium |

### Elődöntők

#### 5-8. hely
| 2015. július 11. 11:00 |

| 30. mérkőzés vesztese | – | 32. mérkőzés vesztese |
| --------------------- | - | --------------------- |
|                       |   |                       |

| Mokpo International Football Center, Mokpo |

---
| 2015. július 11. 16:30 |

| 31. mérkőzés vesztese | – | 29. mérkőzés vesztese |
| --------------------- | - | --------------------- |
|                       |   |                       |

| Mokpo International Football Center, Mokpo |

#### 1-4. hely
| 2015. július 11. 11:00 |

| 30. mérkőzés győztese | – | 32. mérkőzés győztese |
| --------------------- | - | --------------------- |
|                       |   |                       |

| Yeonggwang Sportium Football Field |

---
| 2015. július 11. 16:30 |

| 31. mérkőzés győztese | – | 29. mérkőzés győztese |
| --------------------- | - | --------------------- |
|                       |   |                       |

| Yeonggwang Spotium Football Field |

## Utolsó kör

### 15. helyért
| 2015. július 13. 11:00 |

|  | – |  |
|  | - |  |
|  |   |  |

| Jeongeup Public Stadium |

### 13. helyért
| 2015. július 13. 11:00 |

|  | – |  |
|  | - |  |
|  |   |  |

| Yeonggwang Spotium Football Field |

### 11. helyért
| 2015. július 13. 11:00 |

|  | – |  |
|  | - |  |
|  |   |  |

| Mokpo International Football Center, Mokpo |

### 9. helyért
| 2015. július 13. 16:30 |

|  | – |  |
|  | - |  |
|  |   |  |

| Mokpo International Football Center, Mokpo |

### 7. helyért
| 2015. július 13. 16:30 |

|  | – |  |
|  | - |  |
|  |   |  |

| Jeongeup Public Stadium |

### 5. helyért
| 2015. július 13. 16:30 |

|  | – |  |
|  | - |  |
|  |   |  |

| Yeonggwang Spotium Football Field |

### Bronzmérkőzés
| 2015. július 13. 16:00 |

|  | – |  |
|  | - |  |
|  |   |  |

| Naju Public Stadium |

### Döntő
| 2015. július 13. 19:00 |

|  | – |  |
|  | - |  |
|  |   |  |

| Naju Public Stadium |

## Csoportmérkőzések

### A csoport
| Csapat     | M | Gy | D | V | G+ | G– | Gk | P |
| ---------- | - | -- | - | - | -- | -- | -- | - |
| Dél-Korea  | 1 | 1  | 0 | 0 | 3  | 1  | +2 | 3 |
| Írország   | 1 | 0  | 1 | 0 | 1  | 1  | 0  | 1 |
| Tajvan     | 1 | 0  | 1 | 0 | 1  | 1  | 0  | 1 |
| Csehország | 1 | 0  | 0 | 1 | 1  | 3  | –2 | 0 |

| 2015. július 2. |

| Dél-Korea                | 3–1   | Csehország    |
| ------------------------ | ----- | ------------- |
| Kim 69' Lee 88' Jang 89' | (0–1) | Ivanicova 41' |

|  |

| 2015. július 2. |

| Írország      | 1–1   | Tajvan  |
| ------------- | ----- | ------- |
| O'Riordan 20' | (1–1) | Pao 36' |

|  |

| 2015. július 4. |

| Dél-Korea | – | Tajvan |
| --------- | - | ------ |
|           |   |        |

|  |

| 2015. július 4. |

| Csehország | – | Írország |
| ---------- | - | -------- |
|            |   |          |

|  |

| 2015. július 6. |

| Dél-Korea | – | Írország |
| --------- | - | -------- |
|           |   |          |

|  |

| 2015. július 6. |

| Tajvan | – | Csehország |
| ------ | - | ---------- |
|        |   |            |

|  |

### B csoport
| Csapat      | M | Gy | D | V | G+ | G– | Gk | P |
| ----------- | - | -- | - | - | -- | -- | -- | - |
| Mexikó      | 1 | 1  | 0 | 0 | 9  | 0  | +9 | 3 |
| Japán       | 1 | 0  | 1 | 0 | 0  | 0  | 0  | 1 |
| Oroszország | 1 | 0  | 1 | 0 | 0  | 0  | 0  | 1 |
| Kolumbia    | 1 | 0  | 0 | 1 | 0  | 9  | –9 | 0 |

| 2015. július 2. |

| Mexikó | 0–9   | Kolumbia |
| --- | ----- | -------- |
| Ferral Montalvan 5' 89' Monsivais Salayandia 15' 28' 43' Mercado Fuentes 41' Garza Rodriguez 79' 90+2' Pontigo Carmona 88' | (0–5) |          |

|  |

| 2015. július 2. |

| Japán | 0–0 | Oroszország |
| ----- | --- | ----------- |
|       |     |             |

|  |

| 2015. július 4. |

| Oroszország | – | Mexikó |
| ----------- | - | ------ |
|             |   |        |

|  |

| 2015. július 4. |

| Kolumbia | – | Japán |
| -------- | - | ----- |
|          |   |       |

|  |

| 2015. július 6. |

| Mexikó | – | Japán |
| ------ | - | ----- |
|        |   |       |

|  |

| 2015. július 6. |

| Oroszország | – | Kolumbia |
| ----------- | - | -------- |
|             |   |          |

|  |

### C csoport
| Csapat        | M | Gy | D | V | G+ | G– | Gk | P |
| ------------- | - | -- | - | - | -- | -- | -- | - |
| Brazília      | 0 | 0  | 0 | 0 | 0  | 0  | 0  | 0 |
| Kína          | 0 | 0  | 0 | 0 | 0  | 0  | 0  | 0 |
| Lengyelország | 0 | 0  | 0 | 0 | 0  | 0  | 0  | 0 |

| 2015. július 2. |

| Kína                           | 4–1   | Lengyelország |
| ------------------------------ | ----- | ------------- |
| Li 45' Zhao 62' Ma 73' Lyu 83' | (1–1) | Kaletka 19'   |

|  |

| 2015. július 4. |

| Lengyelország | – | Brazília |
| ------------- | - | -------- |
|               |   |          |

|  |

| 2015. július 6. |

| Brazília | – | Kína |
| -------- | - | ---- |
|          |   |      |

|  |

### D csoport
| Csapat                  | M | Gy | D | V | G+ | G– | Gk | P |
| ----------------------- | - | -- | - | - | -- | -- | -- | - |
| Kanada                  | 1 | 1  | 0 | 0 | 2  | 0  | +2 | 3 |
| Egyesült Államok        | 1 | 1  | 0 | 0 | 1  | 0  | +1 | 3 |
| Dél-afrikai Köztársaság | 1 | 0  | 0 | 1 | 0  | 1  | –1 | 0 |
| Franciaország           | 1 | 0  | 0 | 1 | 0  | 2  | –2 | 0 |

| 2015. július 2. |

| Dél-afrikai Köztársaság | 0–1   | Egyesült Államok |
| ----------------------- | ----- | ---------------- |
|                         | (0–1) | Milliet 35'      |

|  |

| 2015. július 2. |

| Franciaország | 0–2   | Kanada                |
| ------------- | ----- | --------------------- |
|               | (0–1) | Gosselin 38' Lund 87' |

|  |

| 2015. július 4. |

| Kanada | – | Dél-afrikai Köztársaság |
| ------ | - | ----------------------- |
|        |   |                         |

|  |

| 2015. július 4. |

| Egyesült Államok | – | Franciaország |
| ---------------- | - | ------------- |
|                  |   |               |

|  |

| 2015. július 6. |

| Dél-afrikai Köztársaság | – | Franciaország |
| ----------------------- | - | ------------- |
|                         |   |               |

|  |

| 2015. július 6. |

| Kanada | – | Egyesült Államok |
| ------ | - | ---------------- |
|        |   |                  |

|  |

## Helyezésosztó kör

### Negyeddöntők

#### 9-16. hely
| 2015. július 8. |

| A3 | – | D4 |
| -- | - | -- |
|    |   |    |

|  |

---
| 2015. július 8. |

| D3 | – | A4 |
| -- | - | -- |
|    |   |    |

|  |

---
| 2015. július 8. |

| B3 | – | C4 |
| -- | - | -- |
|    |   |    |

|  |

---
| 2015. július 8. |

| C3 | – | B4 |
| -- | - | -- |
|    |   |    |

|  |

#### 13-16. hely
| 2015. július 10. |

| 28. mérkőzés vesztese | – | 26. mérkőzés vesztese |
| --------------------- | - | --------------------- |
|                       |   |                       |

|  |

---
| 2015. július 10. |

| 25. mérkőzés vesztese | – | 27. mérkőzés vesztese |
| --------------------- | - | --------------------- |
|                       |   |                       |

|  |

#### 9-12. hely
| 2015. július 10. |

| 28. mérkőzés győztese | – | 26. mérkőzés győztese |
| --------------------- | - | --------------------- |
|                       |   |                       |

|  |

---
| 2015. július 10. |

| 25. mérkőzés győztese | – | 27. mérkőzés győztese |
| --------------------- | - | --------------------- |
|                       |   |                       |

|  |

## Egyenes kieséses szakasz

### Negyeddöntők
| 2015. július 8. |

| B1 | – | C2 |
| -- | - | -- |
|    |   |    |

|  |

---
| 2015. július 8. |

| C1 | – | B2 |
| -- | - | -- |
|    |   |    |

|  |

---
| 2015. július 8. |

| A1 | – | D2 |
| -- | - | -- |
|    |   |    |

|  |

---
| 2015. július 8. |

| D1 | – | A2 |
| -- | - | -- |
|    |   |    |

|  |

### Elődöntők

#### 5-8. hely
| 2015. július 10. |

| 30. mérkőzés vesztese | – | 32. mérkőzés vesztese |
| --------------------- | - | --------------------- |
|                       |   |                       |

|  |

---
| 2015. július 10. |

| 31. mérkőzés vesztese | – | 29. mérkőzés vesztese |
| --------------------- | - | --------------------- |
|                       |   |                       |

|  |

#### 1-4. hely
| 2015. július 10. |

| 30. mérkőzés győztese | – | 32. mérkőzés győztese |
| --------------------- | - | --------------------- |
|                       |   |                       |

|  |

---
| 2015. július 10. |

| 31. mérkőzés győztese | – | 29. mérkőzés győztese |
| --------------------- | - | --------------------- |
|                       |   |                       |

|  |

## Utolsó kör

### 15. helyért
| 2015. július 12. |

|  | – |  |
|  | - |  |
|  |   |  |

|  |

### 13. helyért
| 2015. július 12. |

|  | – |  |
|  | - |  |
|  |   |  |

|  |

### 11. helyért
| 2015. július 12. |

|  | – |  |
|  | - |  |
|  |   |  |

|  |

### 9. helyért
| 2015. július 12. |

|  | – |  |
|  | - |  |
|  |   |  |

|  |

### 7. helyért
| 2015. július 12. |

|  | – |  |
|  | - |  |
|  |   |  |

|  |

### 5. helyért
| 2015. július 12. |

|  | – |  |
|  | - |  |
|  |   |  |

|  |

### Bronzmérkőzés
| 2015. július 12. |

|  | – |  |
|  | - |  |
|  |   |  |

|  |

### Döntő
| 2015. július 12. |

|  | – |  |
|  | - |  |
|  |   |  |

|  |

## Végeredmény

### Férfi
| #  | Csapat                  |
| -- | ----------------------- |
|    | Olaszország             |
|    | Dél-Korea               |
|    | Japán                   |
| 4  | Brazília                |
| 5  | Írország                |
| 6  | Dél-afrikai Köztársaság |
| 7  | Uruguay                 |
| 8  | Franciaország           |
| 9  | Oroszország             |
| 10 | Kína                    |
| 11 | Mexikó                  |
| 12 | Ukrajna                 |
| 13 | Kanada                  |
| 14 | Irán                    |
| 15 | Malajzia                |
| 16 | Tajvan                  |

### Női
| #  | Csapat                    |
| -- | ------------------------- |
|    | Franciaország             |
|    | Oroszország               |
|    | Japán                     |
| 4  | Kanada                    |
| 5  | Kína                      |
| 6  | Brazília                  |
| 7  | Dél-Korea                 |
| 8  | Csehország                |
| 9  | Mexikó                    |
| 10 | Lengyelország             |
| 11 | Tajvan                    |
| 12 | Amerikai Egyesült Államok |
| 13 | Írország                  |
| 14 | Dél-afrikai Köztársaság   |
| 15 | Kolumbia                  |